# Шахта «Самсонівська-Західна»
ДП Шахта «Самсонівська-Західна». Входить до ДХК «Краснодонвугілля». Знаходиться у м. Отаманівка, Краснодонської міськради Луганської області.
Стала до ладу у 1999 р. Проектна потужність 1-го етапу пускового комплексу 250 тис.т вугілля на рік. У 2003 р. видобуто 1044 тис.т. вугілля.
Шахтне поле розділене на два блоки і розкрите вертикальними стволами і капітальними квершлаґами для відпрацювання запасів на горизонтах 714 і 956 м. Максимальна глибина гірничих робіт 975 м.
Шахта віднесена до небезпечних за раптовими викидами вугілля і газу метану, небезпечна за вибухами вугільного пилу. Відпрацьовує пласт k2н потужністю 1,25 м з кутом падіння 0-14°. Працюють дві лави, оснащені механізованими комплексами КМТ і 2КД-90Т. Підготовчих вибоїв — 7 (1999).
На шахті працюють 1500 чоловік, з них 810 підземних.
Адреса: 94415, м. Отаманівка, Луганської обл.